# Karate tradycyjne
Oficjalnie organizacje utożsamiające się z karate tradycyjnym twierdzą, że przez karate tradycyjne rozumie się często te style, które nie służą przeprowadzaniu zawodów sportowych w powszechnym rozumieniu tego słowa. Uważa się je za kolejną lekcję z przeciwnikiem, formę treningu i dostosowania dyscypliny do wymogów bezpiecznej rywalizacji. W rzeczywistości japońskie karate tradycyjne jest konkurencyjną platformą sportową dla World Karate Federation. 
Z jednej strony oznacza to traktowanie karate jako sztuki, także duchowej, stanowiącej śmiertelnie niebezpieczną umiejętność (która zatraca się w sporcie). Z drugiej strony, poprzez brak intensywnego treningu jiu kumite (sparringu, wolnej walki) i niemożność ustalenia kryteriów rywalizacji, może prowadzić do wykształcania mniej praktycznych dla realnej walki nawyków. 
Karate tradycyjne w  oryginalnej, dawnej formie w zasadzie nie zachowało się w całości w praktyce współcześnie uprawianych stylów. 
Najbardziej znany kodyfikator i popularyzator karate, twórca stylu shōtōkan, Gichin Funakoshi, wypowiadał się przeciwko usportowieniu karate, a także przeciwko podziałom pomiędzy stylami (twierdził, że karate jest tylko jedno). Przewodniczącym ITKF (International Traditional Karate Federation) od początku jej istnienia był sensei Hidetaka Nishiyama, uczeń Gichina Funakoshiego. 

Karate tradycyjne jest sztuką samoobrony, która wyodrębniła się z uprawianego w Japonii budō (sztuki wojennej). Jest oparte na sztuce walki bez użycia broni, która rozwija się od tysięcy lat. Karate tradycyjne skupia się na rozwijaniu ludzkiego charakteru do takiego poziomu, że zwycięstwo nad przeciwnikiem jest osiągane bez użycia przemocy.

System ćwiczeń w karate tradycyjnym można podzielić na trzy główne elementy:
1. Kata - układ skoordynowanych ruchów, które wykonuje się w ustalonej kolejności. Kata można wykonywać także drużynowo (w trzy osoby).
2. Kumite - walka z przeciwnikiem bez uzbrojenia.
3. Kihon - trening polegający na doskonaleniu techniki swoich ciosów, walce z wymyślonym przeciwnikiem.

Karate tradycyjne ma pięć głównych zasad, których powinien przestrzegać każdy prawdziwy karateka:
| po polsku                                | po japońsku (rōmaji)                |
| ---------------------------------------- | ----------------------------------- |
| Po pierwsze, doskonalić charakter        | Jinkaku kansei ni tsutomeru koto    |
| Po pierwsze, bronić drogi prawdy         | Makoto no michi wo mamoru koto      |
| Po pierwsze, rozwijać siłę ducha         | Doryoku no seishin wo yashinau koto |
| Po pierwsze, przestrzegać zasad etykiety | Reigi wo omonzuru koto              |
| Po pierwsze, wystrzegać się porywczości  | Kekki no yū wo imashimeru koto      |